# Usina Hidrelétrica de Poço Fundo

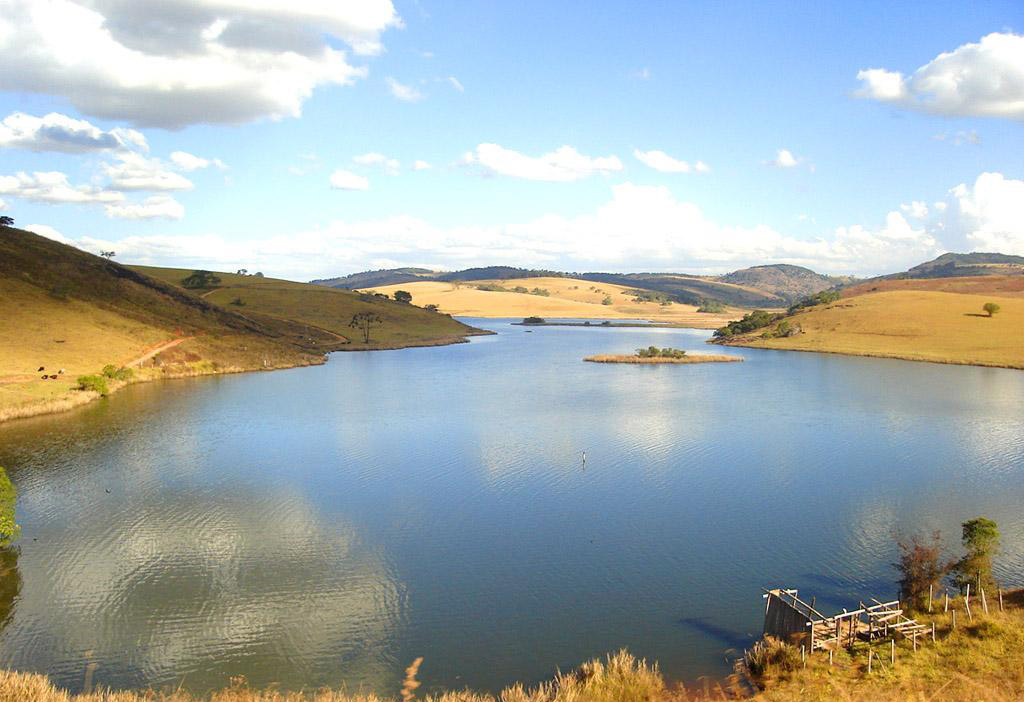
Reservatório da Usina Hidrelétrica de Poço Fundo, construída pelo represamento do rio Machado, no limite entre os municípios de Campestre e Poço Fundo.

A Usina Hidrelétrica de Poço Fundo, PCH (Pequena Central Helétrica) e (Oficialmente: Usina Oswaldo Costa) é uma usina hidrelétrica localizada no Rio Machado, afluente do rio Verde e contribuinte do rio Grande no Município de Poço Fundo, em Minas Gerais gerenciada pela CEMIG. 
Foi construída em 1945 pela Companhia Sul de Mineira de Eletricidade (CSME), concessionária de capital privado fundada em 1922, atuante em vários municípios do sul do estado até 1969, quando foi absorvida pela Cemig. O primeiro estudo sobre a utilização do potencial energético de Poço Fundo foi realizado em 1928 pelo Serviço Geológico e Mineralógico do Ministério da Agricultura. Naquela oportunidade, o engenheiro Waldemar José de Carvalho, procedeu ao levantamento topográfico dos terrenos marginais da fonte de energia, determinou o perfil e realizou medições de descarga. Em fevereiro de 1945, o governo federal outorgou à CSME a concessão para o aproveitamento hidrelétrico com a promulgação do decreto nº 17.796. A construção da usina foi iniciada no mesmo ano.

Poço Fundo entrou em operação em 1949 com duas unidades geradoras de 2.080 kW de potência unitária, destacando-se como a maior das 16 hidrelétricas integrantes do sistema da CSME. Somente no ano de 1952, com a fundação da CEMIG pelo governador de Minas Gerais da época, Juscelino Kubitschek (1902-1976), a Usina foi inaugurada. Com 120m de comprimento e altura máxima de 6m da barragem, 5,027hm³ de volume do reservatório, 3 unidades geradoras e 9,16MV de potência instalada, a Usina Hidrelétrica Oswaldo Cruz é parte de um conjunto de mais de 30 usinas em Minas Gerais e de um subconjunto de pequenas centrais hidroelétricas do Estado. Os geradores de 50 Hz e as turbinas tipo Pelton foram fabricados nos Estados Unidos pelas empresas General Electric e S. Morgan Smith, respectivamente. Seu sistema de transmissão foi composto por linhas de 45 kV em forma de estrela, direcionadas para o atendimento de várias localidades, entre as quais, Poço Fundo (denominada Gimirim até 1953), Campestre, Ipuiúna, Pouso Alegre, Ouro Fino, Borda da Mata, Divisa Nova e Areado.
Em 1967, a Cemig adquiriu o controle acionário da CSME. Dois anos mais tarde, todos os bens e instalações da Sul Mineira, incluindo Poço Fundo e outras usinas atualmente em operação, como Luiz Dias, São Bernardo e Xicão, foram incorporados definitivamente ao patrimônio da Cemig. Ainda em 1969, a Cemig levou a cabo a mudança de freqüência de 50 Hz para 60 Hz na antiga área de concessão da CSME, abrangendo cerca de 60 localidades no sul de Minas. Em 1974, a capacidade instalada da usina foi ampliada com a entrada em operação da terceira unidade geradora, composta por gerador de 5.000 kW e turbina tipo Francis, fabricados pela Westinghouse e pela S. Morgan Smith.

Na década de 1990, a Cemig realizou estudos para ampliação da capacidade geradora de Poço Fundo. Do ponto de vista energético, os resultados indicaram boas possibilidades de ampliação da usina, indicando uma potência de inventário de 21,16 MW, correspondente a mais que o dobro de sua potência instalada. Poço Fundo está ligada ao sistema de subtransmissão da Cemig em 69 kV.

No final de 2019 os representantes da estatal apresentaram dados pertinentes às obras de ampliação da PCH de Poço Fundo, obras iniciadas no primeiro semestre de 2020, elencando a mudança de toda a estrutura que conduz a água do reservatório até a usina. Além disso, os técnicos da estatal ainda revelaram que, com as adequações programadas, a capacidade de potência instalada na PCH Poço Fundo sofrerá um considerável aumento: de 9.160 MW subirá para 30.000 MW. 

Dados Técnicos:
 
Início de construção: 1945

Início de operação: 1949

Localização: Município de Poço Fundo (MG)

Comprimento da barragem: 120m

Altura máxima da barragem: 6m

Volume do reservatório: 5,027hm³

Unidades geradoras: 3

Potência instalada: 9,16MW